# Levhart
Levhart je české označení pro několik kočkovitých šelem z podčeledi velkých koček, a to z obou rodů:
- Zatímco levhart obláčkový a levhart Diardův patří do rodu Neofelis,
- ostatní velké kočky včetně levharta skvrnitého a sněžného náleží do rodu Panthera.

Pro odlišení těchto dvou skupin levhartů, vzájemně si nepříliš příbuzných, byl pro levharty rodu Neofelis, kvůli odlišení od „panterů“, zaveden český název „pardál“, který se ale příliš neujal.

## Druhy, poddruhy, formy
- Neofelis
  - levhart obláčkový (Neofelis nebulosa)
  - levhart Diardův (Neofelis diardi)
- Panthera
  - levhart skvrnitý (Panthera pardus)
    - levhart africký (Panthera pardus pardus)
    - levhart arabský (Panthera pardus nimr)
    - levhart berberský (Panthera pardus panthera)
    - levhart cejlonský (Panthera pardus kotiya)
    - levhart čínský (Panthera pardus japonensis)
    - levhart etiopský (Panthera pardus adusta)
    - levhart indický (Panthera pardus fusca)
    - levhart indočínský (Panthera pardus delacouri)
    - levhart jávský (Panthera pardus melas) – možná samostatný druh Panthera melas
    - levhart jihoafrický (Panthera pardus shortridgei)
    - levhart kapský (Panthera pardus melanotica)
    - levhart kašmírský (Panthera pardus millardi)
    - levhart konžský (Panthera pardus iturensis)
    - levhart mandžuský (Panthera pardus orientalis)
    - levhart perský (Panthera pardus saxicolor)
    - levhart senegalský (Panthera pardus leopardus)
    - levhart sinajský (Panthera pardus jarvisi)
    - levhart somálský (Panthera pardus nanopardus)
    - levhart středoasijský (Panthera pardus tulliana)
    - levhart súdánský (Panthera pardus pardus)
    - levhart tibetský (Panthera pardus pernigra)
    - levhart východoafrický (Panthera pardus suahelica)
    - levhart zakavkazský (Panthera pardus ciscaucasica)
    - levhart zanzibarský (Panthera pardus adersi)

  - levhart sněžný (Panthera uncia) – irbis